# Sermoyer

Sermoyer este o comună în departamentul Ain din estul Franței.